# Synagris ornatissima
Synagris ornatissima är en stekelart som beskrevs av Maidl 1914. Synagris ornatissima ingår i släktet Synagris och familjen Eumenidae. Inga underarter finns listade i Catalogue of Life.